# Ducatul de Savoia
Ducatul de Savoia (în latină: Ducatus Sabaudiae; în franceză: Duché de Savoie, în italiană: Ducato di Savoia) era un vechi fief feudal al Sfântului Imperiu Romano-German, între secolele al XV-lea și al XIX-lea, având, pe rând, capitale Chambéry (1416-1563), apoi Torino (1563-1713). Era situat în partea de nord a peninsulei Italice, precum și în zonele vecine din actuala Franță. În 1416, contele de Savoia Amadeus al VIII-lea a obținut, de la împăratul Sigismund, ridicarea comitatului la rangul de ducat. El corespunde mulțimii teritoriilor dobândite de Casa de Savoia, începând din secolul al XI-lea, cunoscute și sub denumirea de Statele de Savoia. Ducele a primit titlul și regatul Siciliei în 1713, apoi a trebuit să-l schimbe cu regatul Sardiniei, în 1720.
În 1860, Savoia a fost cedată Franței, sub al Doilea Imperiu al lui Napoleon al III-lea, în timp ce restul teritoriilor care compuneau atunci Piemont-Sardinia au fost integrate în noul regat al Italiei.

## Istorie
La 9 februarie 1416 împăratul Sigismund de Luxemburg a ridicat comitatul de Savoia la rangul de ducat de Savoia, oferindu-i o autonomie politică fără precedent. Împăratul a recompensat, în felul acesta, Savoia pentru fidelitate. Ceremonia s-a desfășurat la Castelul din Chambéry în prezența curților germană și savoiardă. Data evenimentului, 19 februarie, este reținută de către mișcările identitare ca sărbătoare „națională” savoiardă.
De acum înainte, succesorii lui Amadeus al VIII-lea de Savoia (cf. conții și ducii de Savoia) vor purta titlul de duce până când vor deveni regi ai Siciliei, apoi regi ai Sardiniei la începutul secolului al XVIII-lea. 
Apărut în jurul Chambéry, ducatul s-a extins spre Piemont, care a constituit, încetul cu încetul, centrul ducatului. În 1563, Torino a devenit capitala ducatului.

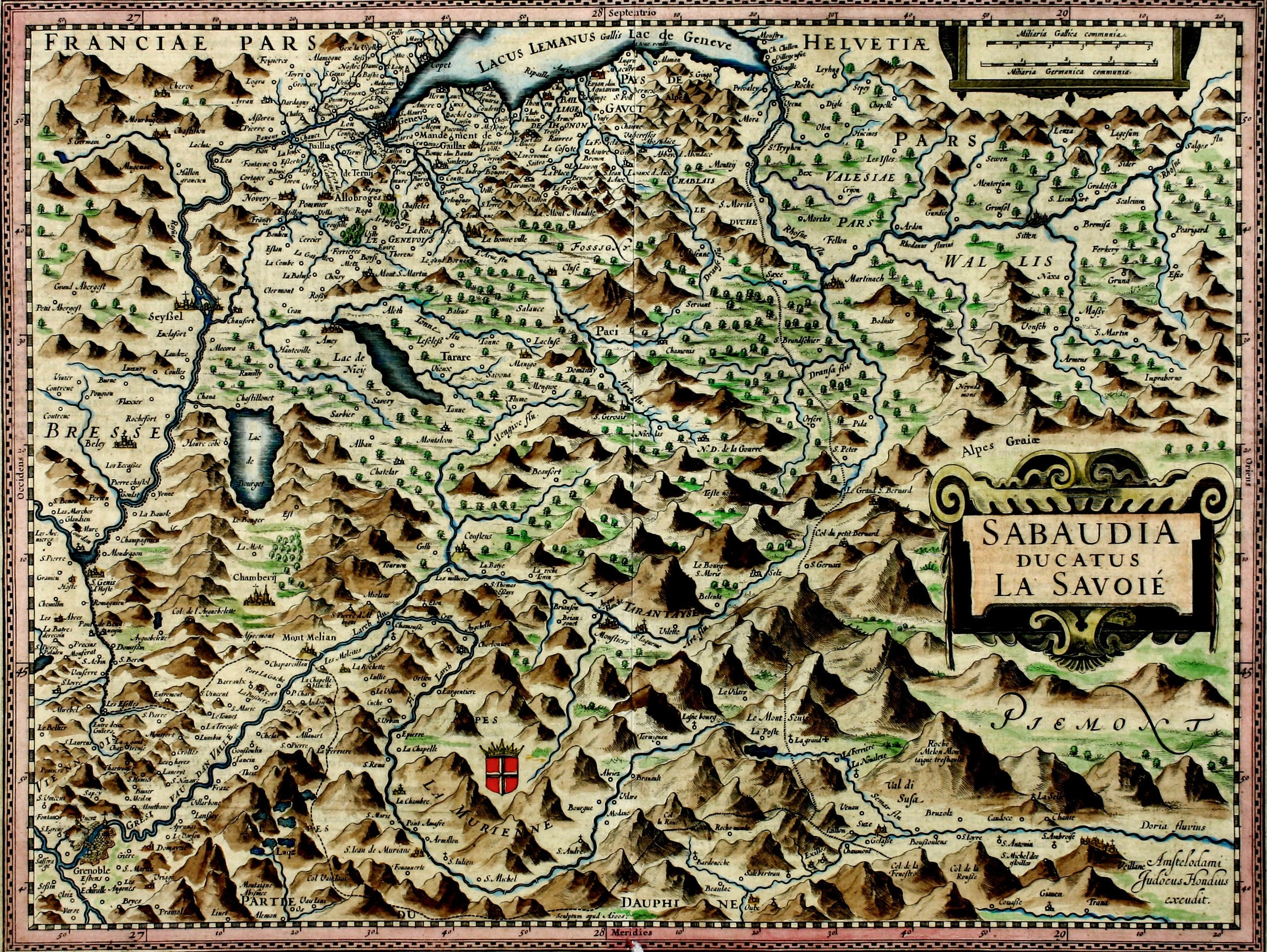
Harta ducatului de Savoia în 1631.

În timpul Războiului Succesiunii Spaniole, ducele de Savoia Victor-Amadeus al II-lea l-a susținut pe regele Spaniei Filip al V-lea, apoi a schimbat macazul. Ducatul precum și comitatul de Nisa au fost ocupate de Franța în 1703. Tratatele de la Utrecht, în 1713, au pus capăt ocupației. Ducele de Savoia a obținut, în același an, în schimbul susținerii altor puteri, regatul Siciliei, pe care a trebuit să-l retrocedeze în 1720, sub presiunea marilor puteri europene, în schimbul regatului Sardiniei.
În 1860, Revoluția Italiană (Risorgimento) și Plebiscitele pentru unificare în Italia au transformat în federație diferitele state din Italia și l-au instalat pe regele Sardiniei Victor-Emmanuel al II-lea pe tronul unei monarhii constituționale cu sprijinul împăratului Napoleon al III-lea.
La 22 aprilie al aceluiași an, la ratificarea Tratatului de la Torino, în urma unui plebiscit cenzitar (130.533 « Da » / « Da și zonă » contra 235 « Nu »), ducatul de Savoia a fost cedat — precum și comitatul de Nisa — în mod condiționat Franței, formând departamentele Savoie și Haute-Savoie (precum și Alpes-Maritimes).

## Administrarea ducatului
Ducatul de Savoia moștenește gestiunea teritorială a vechiului comitat. Domeniile feudale sunt gerate de către castelani, în mâinile mai multor familii nobile din regiune. Castelanul este un 
„[ofițer], numit pentru o durată definită, revocabil și amovibil.”
 El este însărcinat cu gestionarea domeniului feudal, sau, prin dispoziție administrativă, el percepe veniturile fiscale ale domeniului, și se ocupă de întreținerea castelului.
Tribunalele prezidate de un judecător reprezentant al regelui sau senoirului, au fost instituite după 1263 pentru cea mai mare pare a posesiunilor, cu excepția Provenței, unde avem de-a face cu un seneșal și a Piemontului, aflat în mâinile unui căpitan general.. Judecătorul reprezentat al regelui sau seniorului are controlul direct al domeniului feudal în care își are reședința, reședința tribunalului respectiv, supraveghează și castelanii care îi sunt atașați.Justiția este pronunțată de un judecător, se organizează de patru ori pe an pentru fiecare domeniu feudal.